# Hypercodia rubritincta
Hypercodia rubritincta är en fjärilsart som beskrevs av Alfred Ernest Wileman och South 1916. Hypercodia rubritincta ingår i släktet Hypercodia och familjen nattflyn. Inga underarter finns listade i Catalogue of Life.